# Bitschwiller-lès-Thann
Bitschwiller-lès-Thann es una comuna francesa, situada en el departamento de Alto Rin, en la región  de Alsacia.

## Demografía
| 2109 | 2169 | 2117 | 1922 | 2052 | 2123 |
| Para los censos de 1962 a 1999 la población legal corresponde a la población sin duplicidades (Fuente: INSEE [Consultar]) |      |      |      |      |      |